# Badminton-Sport
Badminton-Sport ist die offizielle Zeitschriftenpublikation in der Sportart Badminton in Deutschland. Er ist das Organ des Deutschen Badminton-Verbands (DBV) und wird monatlich vom Verlag Meyer & Meyer aus Aachen herausgegeben.

## Geschichte
Die erste Ausgabe erschien im Januar 1953 in schwarz-weiß im Format A5. Später wurde das Format auf A4 geändert und auch farbige Elemente zum Layout hinzugefügt. Mit dem Aufkommen von Internetpublikationen wurde Mitte der 1990er Jahre der Absatz immer schleppender und die Zeitschrift sollte eingestellt werden. Mit dem Badminton-Magazin, herausgegeben von Nils Klöpfel aus Berlin, stand bereits eine Nachfolgepublikation in den Startlöchern. Der Verlag Meyer & Meyer besann sich letztlich jedoch eines besseren und setzte die Produktion des Journals fort. Mit mittlerweile über 60 Jahrgängen gehört Badminton-Sport zu den am längsten regelmäßig erscheinenden Badmintonpublikationen überhaupt.